# Salvador Mota
Salvador Mota Romero fue un futbolista mexicano. Jugó para el Club Deportivo Guadalajara de 1944 a 1947.

## Clubes
| Club        | País   | Año       |
| ----------- | ------ | --------- |
| América     | México | 1942-1944 |
| Guadalajara | México | 1944-1947 |
| Atlante     | México | 1949-1956 |

## Participaciones en Copas del Mundo
| Mundial                        | Sede  | Resultado    |
| ------------------------------ | ----- | ------------ |
| Copa Mundial de Fútbol de 1954 | Suiza | Primera Fase |